# Roquebrune-sur-Argens
Roquebrune-sur-Argens (Occitaans: Rocobruno) is een gemeente in het Franse departement Var (regio Provence-Alpes-Côte d'Azur) en telt 11.349 inwoners (1999). De gemeente maakt deel uit van het arrondissement Draguignan. Behalve Roquebrune-sur-Argens zelf liggen binnen de gemeente de plaatsen La Bouverie and Les Issambres.

## Geografie
De oppervlakte van Roquebrune-sur-Argens bedraagt 106,0 km², de bevolkingsdichtheid is 107,1 inwoners per km².
Les Issambres ligt aan de Middellandse Zee, terwijl de plaats Roquebrune 15 km landinwaarts op een rots is gebouwd boven het dal van de Argens.
De onderstaande kaart toont de ligging van Roquebrune-sur-Argens met de belangrijkste infrastructuur en aangrenzende gemeenten.

## Demografie
Onderstaande figuur toont het verloop van het inwonertal (bron: INSEE-tellingen).